# Maafahi
Maafahi is een van de onbewoonde eilanden van het Haa Alif-atol behorende tot de Maldiven.
Het eiland is gedeeltelijk bebouwd en bestaat tevens uit enkele akkers.